# Мельникова, Валентина Дмитриевна
Валентина Дмитриевна Мельникова (род. 28 февраля 1946, Москва) — российский политик и правозащитник, инженер, член общественного совета при Минобороны России, ответственный секретарь Союза комитетов солдатских матерей.
В 2005−2012 годах — сопредседатель партии «Партии народной свободы», с 2012 года член бюро федерального политического совета партии. Ранее — лидер Единой народной партии солдатских матерей.
В 2011 году заняла 22 место в рейтинге «100 самых влиятельных женщин России».

## Биография
Родилась 28 февраля 1946 года в Москве. Окончила Московский государственный университет имени М. В. Ломоносова, геологический факультет.
Работала инженером в Институте геохимии и аналитической химии имени В. И. Вернадского, Всесоюзном институте минерального сырья, на кафедре геохимии в МГУ имени М. В. Ломоносова.
С 1989 года вела правозащитную и просветительскую работу во Всесоюзном комитете солдатских матерей, затем — в комитете солдатских матерей России, стала пресс-секретарем организации.
С 1990 по 1995 год — соучредитель и заместитель директора малого предприятия «Хронос» по производству приборов рентгеновского неразрушающего контроля.
В 1998 году явилась инициатором учреждения общероссийской ассоциации «Союз комитетов солдатских матерей России», избрана ответственным секретарем Союза.
В ноябре 2004 года на учредительном съезде избрана председателем Единой народной партии солдатских матерей.
По состоянию на 2011 год являлась членом общественного совета при Министерстве обороны РФ, председатель комиссии по вопросам воинской дисциплины, гуманизации военной службы. По состоянию на 28 октября 2014 года входила в комиссию по комплектованию войск (сил) военнослужащими по призыву и по контракту.
В настоящий момент ни в одну из комиссий общественного совета при Министерстве обороны РФ не входит.
После объединения «Партии солдатских матерей» с «Республиканской партией России» избрана на съезде в декабре 2005 года сопредседателем «Республиканской партии», которым была до 2012 года.
С 2012 года член бюро федерального политического совета партии «Республиканская партия России — Партия народной свободы».
В настоящее время проживает в Москве и в Хемнице, Германия.